# Bridge 9 Records
Bridge 9 Records is Amerikaanse platenmaatschappij dat zich vooral op punkrock en hardcore punk richt. Bridge 9 werd opgericht in 1995 in Salem, Massachusetts door Chris Wrenn. De naam van het label is een metafoor wat Wrenn van plan was met zijn label, namelijk het overbruggen van de verschillen tussen de hardcore scenes, en de verschillende scenes en genres samen laten komen bij een label. Het getal negen is Wrenns geluksgetal. Bij het label werken acht medewerkers en spelen 30 bands.

## Bands die bij Bridge 9 spelen
- Advent
- After the Fall
- Agnostic Front
- Alcoa
- The Alligators
- Antidote
- Backtrack
- Bent Life
- boysetsfire
- Burn
- Candy Hearts
- Crime in Stereo
- Cross Me
- Crown of Thornz
- Dead Ending
- Dead Swans
- Death Before Dishonor
- DYS
- Expire
- Gallows
- H2O
- Lemuria
- Malfunction
- Modern Pain
- Moral Mazes
- Mother of Mercy
- Nervous Impulse
- Octaves
- R.A. (Rude Awakening)
- Soul Control
- Strike Anywhere
- True Love (MI)
- Underdog
- War On Women